# Posthuma (Storm)
Posthuma ist der Titel einer frühen Erzählung Theodor Storms, die 1851 in dem Band Sommergeschichten und Lieder erschien und trotz ihrer Kürze als Novelle eingestuft wird. Sie handelt von einer ungleichen Liebesbeziehung und arbeitet mit dem Motiv der Kindfrau.
Mit ihren Themen und Techniken deutet sie bereits auf die späteren Werke und zeigt die charakteristische aussparende Erzähltechnik, die etwa in Storms Novelle Immensee zu beobachten ist und dort ausführlicher untersucht wurde.

## Form und Inhalt
Das skizzenartige Werk gliedert sich in drei Teile und wird aus nullfokalisierter Perspektive erzählt.
Die einleitende Szenerie zeigt eine schlichte Beerdigung. Ein Sarg mit einem Blumenkranz wird in die Erde gelassen, die Träger verneigen sich und ziehen ihres Weges, die Totengräber verrichten ihre Arbeit.
Während die Jahreszeiten vorüberziehen, ist das im Armenviertel liegende Grab Wind und Wetter ausgesetzt, wird im Winter mit Schnee bedeckt und im Frühling und Sommer von Gras und Marienblatt, aber auch Nesseln und Disteln bewachsen.
Eines Tages ist das, „was die Menschen Unkraut nennen“, verschwunden, und bald sieht man ein Holzkreuz, in das der Name eines Mädchens eingeritzt wird.
Im nächtlichen Zimmer eines großen Hauses erinnert sich ein junger Mann an die früh Verstorbene, die nachts „im kalten Vorfrühling, in ihrem vertragenen Kleidchen“ in seinen Garten kam, da er sie „nicht anders sehen“ konnte. In der Hand hält er einen Kranz aus weißen Moosrosen und stellt sich ihre in der Dunkelheit liegende Ruhestätte bildhaft vor. Vorsichtig und geräuschlos verlässt er sein Domizil, geht im Mondlicht unbemerkt zum Kirchfriedhof und erreicht das Grab, das im Schatten der Kirchhofsmauer liegt. Nachdem er den Rosenkranz an das schwarze Kreuz gehängt hat und die Stimmen der Nacht um ihn erwachen, denkt er an die junge Frau, die „den Tod schon in sich“ trug und ihn liebte, während er sie nur körperlich begehrte und sich aus gesellschaftlichen Gründen heimlich mit ihr treffen wollte.
Bei ihrer letzten Begegnung stehen sie eines Nachts hinter einem Zaun und hören, wie sich Schritte nähern. Der junge Mann möchte nicht gesehen werden und zieht sich zurück, wohingegen ihr dies gleichgültig ist. Er lässt sich auf Zärtlichkeiten ein, will sie aber schonen, nicht „weil er es als Sünde empfunden hätte, sie ohne Liebe sein zu nennen“, sondern weil er ein unbestimmtes Hindernis fühlt, bei dem es sich in Wirklichkeit um den Tod handelt. Als der Wind durch die Zweige streicht, schützt er sie mit seinem Mantel und will wegen der Kälte bald aufbrechen; doch sie hält ihn zurück.
Zwei Monate später stirbt sie an der Schwindsucht, ohne dass er sie zuvor wiedergesehen hätte. Nun trägt er jahrelang ihr „Bild mit sich herum und ist gezwungen, eine Tote zu lieben.“

## Entstehung und Veröffentlichung
Die Entwürfe der Geschichte reichen in die frühen 1840er Jahre zurück. Sieht man vom Kunstmärchen Hans Bär ab, ist Posthuma somit eines seiner ersten Erzählwerke. Bereits in den Jahren 1841/42 notierte er in der Sammelhandschrift Meine Gedichte einen fragmentarischen Entwurf des Schlussteils.
Der 1851 veröffentlichte Band Sommergeschichten und Lieder umfasste neben 36 Gedichten auch weitere frühe Prosaarbeiten Storms wie Im Saal, Marthe und ihre Uhr, das Kunstmärchen Der kleine Häwelmann und Immensee.
1860 wurde das Werk mit knappen, aber bedeutungsvollen Veränderungen zusammen mit Auf dem Staatshof, Der kleine Häwelmann und der komischen Skizze Wenn die Äpfel reif sind in die Sammlung In der Sommer-Mondnacht des Berliner Verlages Heinrich Schindler aufgenommen und erschien acht Jahre später im fünften Band der Schriften.

## Hintergrund
Ein Brief Ludwig Pietschs an den Autor vom 19. Dezember 1859 deutet an, dass Storm die Novelle sehr schätzte, sie sogar als „das beste seiner Werke“ betrachtete. Die Forschung betont ihren fragmentarischen Charakter und die skizzenartige Darstellung, was an Storms eigene Einschätzung erinnert, der die Erzählungen des Sammelbandes als „Situationen“ bezeichnete. In einer Rezension vom 28. Dezember 1854 ordnete Paul Heyse Posthuma zu den „Stillleben“ des Dichters und sprach von einer „poetische(n) Macht“, die zu „Dämmerung und Räthselhaftigkeit“ der Rezeptionen führe. Wie in Immensee steht die elliptische Erzählweise seinen Gedichten nahe.

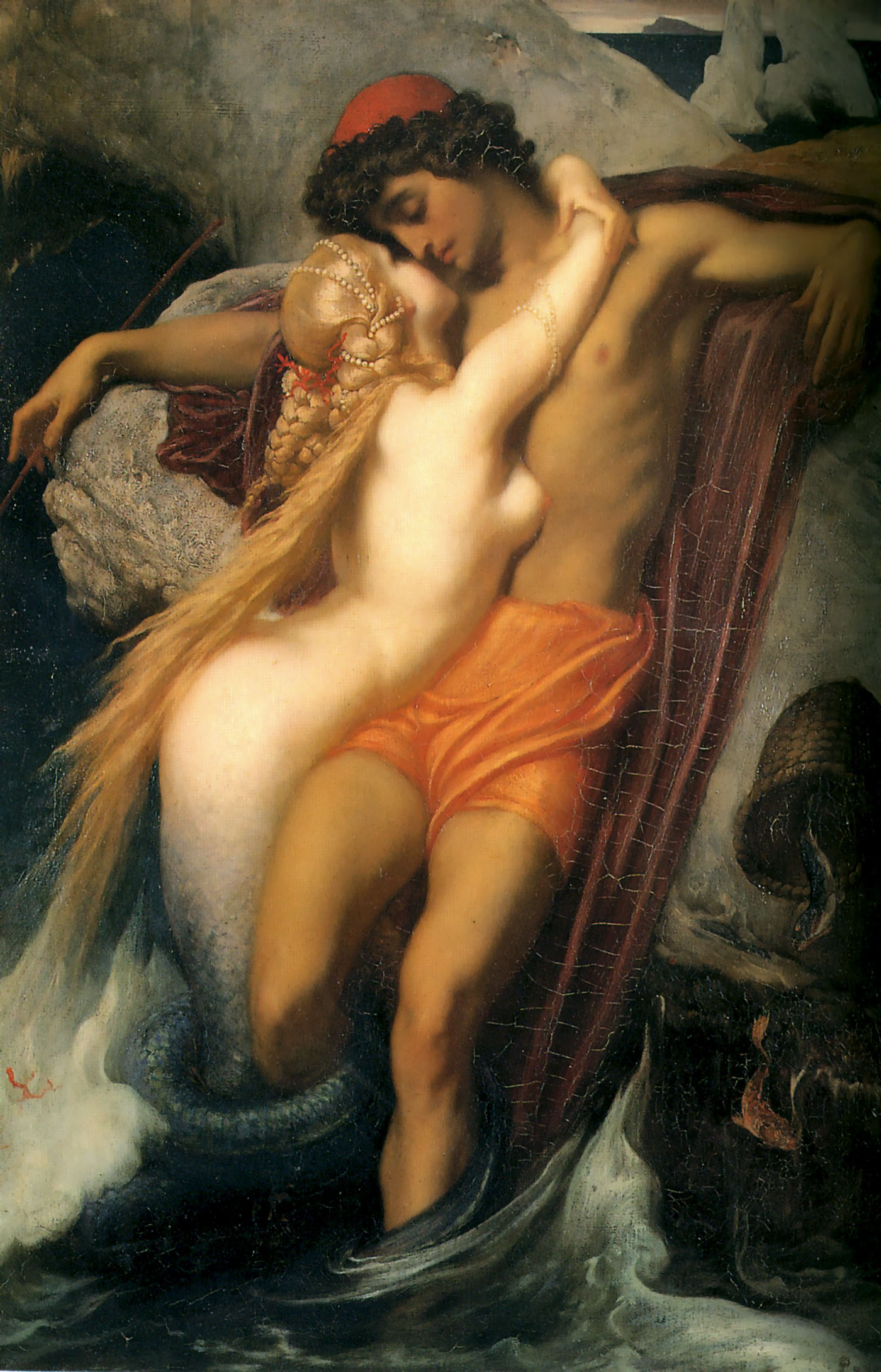
Der Fischer und die Sirene

Die evozierte Stimmung mit der Allegorie des Todes, der personifizierten Nacht und Natur und der bildhaften Erzählweise belegen Storms häufig zitierte Aussage, die Prosa wachse auf dem Boden seiner Lyrik. Posthuma zeigt in überraschender Dichte Motive und Techniken seiner späteren Novellen. Zu den Besonderheiten seines Œuvres gehört die hier bereits erkennbare Erzähltechnik der Aussparung, die bei der Analyse seiner bekannten Novelle Immensee ausführlicher untersucht wurde.
Das Werk ist von Storms Liebe zu Bertha von Buchan geprägt, der er als neunzehnjähriger Gymnasiast zu Weihnachten 1836 begegnet war. Bald darauf schickte er ihr aus Kiel erotisch getönte Gedichte und das für sie geschriebene Märchen Hans Bär.
Die Verse lösen sich von den epigonalen, dem Geist des Rokoko und der Anakreontik verpflichteten Anfängen und lassen bereits einen eigenen Ton erkennen.
Die Neigung für das erst elfjährige Mädchen, die Thomas Mann als „...jahrelangen poetischen Kultus“ bezeichnete, entsprach dem Kindheitsideal der literarischen Romantik, die Storm als Primaner in Lübeck studiert hatte und später mit dem Motiv der Kinderliebe in vielen seiner Novellen variierte.
Es findet sich exemplarisch in seiner Märchenballade Lockenköpfchen, die bereits Anfang 1837 geschrieben aber erst postum publiziert wurde und deren Binnentext innerhalb eines biederen Erzählrahmens das romantische Motiv variiert, nach dem ein Knabe von einer Nixe verführt und in die Tiefe gezogen wird. Sie entspricht dem Modell der romantischen Kindfrau, das Goethe in der Ballade Der Fischer und Fouqué in dem Märchen Undine variiert hatten.
In Posthuma zeigen sich die bestimmenden Motive und Metaphern des Lockenköpfchens und deuten auf eine ambivalente Beziehung von Lust, Verbot und Heimlichkeit.

## Interpretationsansatz
Wie Liebe, Tod und  Gedenken verflochten sind, beschäftigte Storm schon in jungen Jahren. Der Welt des Todes mit seiner grausamen Endgültigkeit steht dabei das antagonistische Moment der Erinnerung gegenüber, eine kulturelle Leistung, die den Verstorbenen unter dem „Unkraut“ des Vergessens hervorwühlt und ihn so auf Erden gleichsam unsterblich macht.
Auch die Liebe stellt sich in der frühen Erzählung erst in der Erinnerung des jungen Mannes ein, hatte er das Mädchen zu Lebzeiten doch lediglich sinnlich „begehrt“, eine weitere Parallele zu Immensee, da der alte Reinhard sich erst rückblickend ein Liebesgefühl für Elisabeth eingesteht. Wie in der wesentlich bekannteren Novelle
wirft die Geschichte einen Blick auf die gesellschaftliche Situation der Zeit. Für Robert Leroy und Eckart Pastor ist der soziale Abstand innerhalb der Liebesbeziehung ein zentraler Aspekt, womit sie sich von Ingrid Schuster abgrenzen, die der frühen Novelle die „sozialkritische Dimension“ abspricht und die Gesellschaftsproblematik lediglich als „Ausschmückung“ betrachtet.
So führt der soziale Unterschied zwischen dem aus gutbürgerlichem Hause stammenden Mann und der jungen Frau in dem „vertragenen Kleidchen“ dazu, dass die beiden sich heimlich in kalten Nächten treffen müssen und die ohnehin schon angeschlagene Gesundheit der Partnerin aufs Spiel gesetzt wird. Die Geliebte „nicht anders sehen“ zu können, kann doppeldeutig gemeint sein, sich sowohl auf die Heimlichkeit der Beziehung als auch auf die spezifische Erinnerung des Mannes beziehen, der sich ein bestimmtes Bild der Toten bewahrt hat.

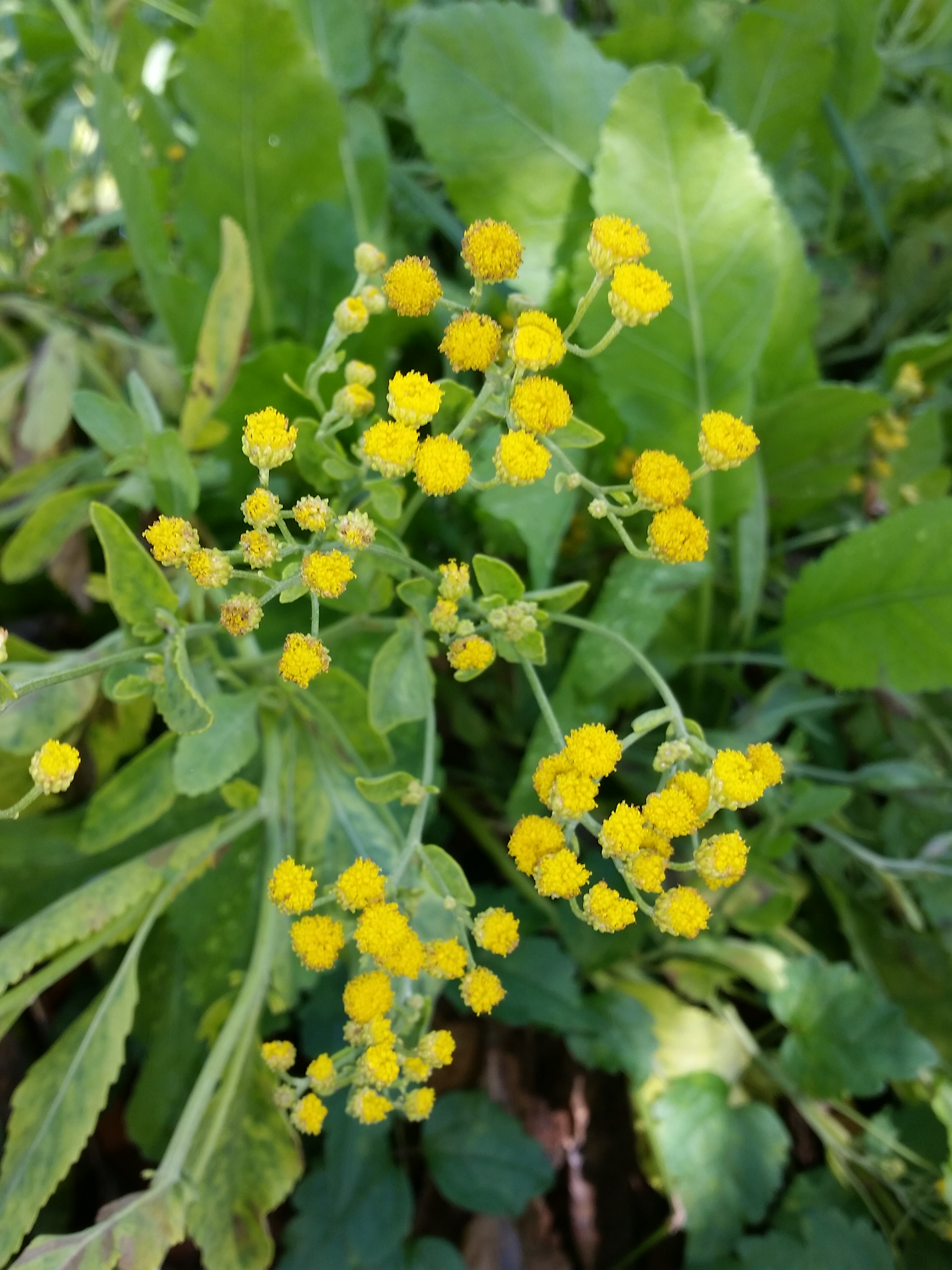
Marienblatt

Dass der junge Mann sich erst nach ihrem Tode zu seiner Verantwortung bekennt und ihm die Schuldhaftigkeit der Beziehung ins Bewusstsein kommt, unterstreicht Storm, indem er auf jegliche Romantisierung verzichtet und die Wahrnehmung des Mannes ohne versöhnliche Gefühlsregungen und geradezu nüchtern schildert. Versunken in seine Erinnerung, hört er weder die „Stimmen der Mondnacht“, noch das „Säuseln der Gräser“ oder „das feine Singen in den Lüften“, eine unromantische Betrachtung, die das Schuldbewusstsein dessen charakterisiert, der sich nun endlich um das verwahrloste Grab kümmert.
Die Symbolik wird im Blumenschmuck und in der sich erneuernden Natur deutlich, etwa dem Marienblatt, das die Ruhestätte im Frühling und Sommer bedeckt. War der Sarg vor der Beisetzung lediglich mit einem Kranz bedeckt, wandelt sich das Gesteck aus weißen Moosrosen in der Hand des Mannes in einen Rosenkranz, den er über das Kreuz hängt. So wird aus dem Zeichen der Trauer das Symbol der Jungfrau Maria, aus der Erinnerung an die Verstorbene die Apotheose.
Weitere religiöse Verweise formen rückblickend auch das Wesen der Verstorbenen um. Hatte der junge Mann den elfenhaft-leichten Körper der Geliebten zu Lebzeiten einfach auf seinen Schoß gehoben und sie neckend eine „Hexe“ genannt, verwahrt er nach dem Erlöschen der Begierde das Bild einer Heiligen in seiner Erinnerung und hält am Bild einer jungfräulichen Liebe fest. Die Schilderung der Nacht, in der alles schon schläft, erinnert an das Weihnachtslied Stille Nacht, heilige Nacht und deutet mit der Geburt des göttlichen Kindes auf Christus und damit auf die Erlösung der Menschheit und die Befreiung von persönlicher Schuldverstrickung.
Die „erlösende Erinnerung“ des Mannes läuft indes eher auf ein religiös verbrämtes Surrogat hinaus und mündet nicht in den versöhnlichen Ausgleich zwischen gesellschaftlichen Erwartungen und persönlichem Lebensglück, ist er doch „gezwungen, eine Tote zu lieben.“